# Ordkonst och bildkonst
Ordkonst och bildkonst, Den modärna litteraturens däkadens – Den modärna konstens vitalitet, är ett manifest från 1913 av Pär Lagerkvist. Med det ville han radikalt omforma tidens litterära idéer. Som fungerande inspirationskällor för dåtidens författare, presenterade han bland annat kubismen, samt forntida skrifter såsom de isländska sagorna. Det var ett okonstlat och arkitektoniskt språk som han ville hämta ur dessa.

## Engelsk översättning
- "Literary Art and Pictorial Art", i översättning av Roy Arthur Swanson & Everett M. Ellestad (Rainbow Press, 1991)